# کالوین زولا
کالوین زولا (انگلیسی: Calvin Zola؛ زادهٔ ۳۱ دسامبر ۱۹۸۴) بازیکن فوتبال اهل جمهوری دموکراتیک کنگو است.
از باشگاه‌هایی که در آن بازی کرده‌است می‌توان به باشگاه فوتبال برتون آلبیون، باشگاه فوتبال ترانمره راورز، باشگاه فوتبال اولدهام اتلتیک، باشگاه فوتبال کرو آلکساندرا، باشگاه فوتبال آبردین، باشگاه فوتبال استیونج، و باشگاه فوتبال نیوکاسل یونایتد اشاره کرد.